# Хардверско убрзање
Хардверско убрзање у рачунарству представља коришћење особености неког специфичног хардвера да би се неки задаци рачунара завршили брже него да су помоћу софтвера обављани само помоћу општих функционалности централног процесора. Пример хардверског убрзања су модерне графичке и звучне карте, које на себе потпуно или делимично преузимају комплексне радње везане за приказ комплексних сцена односно комплексну обраду и репродукцију звука.